# Wells Fargo Center
El Wells Fargo Center (anteriormente conocido como CoreStates Center, First Union Center y Wachovia Center, y apodado por los aficionados como The Big House, The Wack, The F.U. Center y The Loud House) es un pabellón deportivo situado en Filadelfia, Pensilvania, Estados Unidos. Juegan allí como local los Philadelphia 76ers de la NBA, los Philadelphia Flyers de la NHL, Philadelphia Wings de la NLL y Philadelphia Soul de la AFL.
La capacidad oficial para partidos de baloncesto es de 21 600 espectadores, para hockey 19 519. El complejo incluye 126 palcos de lujo y 1880 asientos vip.

## Historia
El pabellón fue inaugurado el 31 de agosto de 1996 donde antes estuvo el John F. Kennedy Stadium, y tuvo un coste de 210 millones de dólares, aunque fue financiado tanto por empresas privadas como por la ciudad de Filadelfia como por el estado de Pensilvania. El pabellón está incluido en el sudeste del complejo deportivo South Philadelphia que incluye el Lincoln Financial Field, Citizens Bank Park, y el anterior pabellón, The Spectrum.
Entre 1996 y 1998 el pabellón fue llamado CoreStates Center por el contrato que tenía con CoreStates Bank, que aceptó pagar 40 millones en 21 años para tener los derechos del nombre del pabellón con la condición de estar 8 años más allí una vez finalizado el contrato. En 1998 se produjo una unión entre CoreStates Bank y First Union Bank por el cual el pabellón llevó desde 1998 a 2003 el nombre First Union Center, apodado como F.U. Center por los aficionados, y debido a esto el recinto fue renombrado como First Union National Center, a lo que algunos deportistas, como el caso de Brantt Myhres, jugador de Philadelphia Flyers, dijera que el nombre sonaba como un circo. En el F.U. Center los Sixers jugaron su primera final en la NBA frente a Los Angeles Lakers.

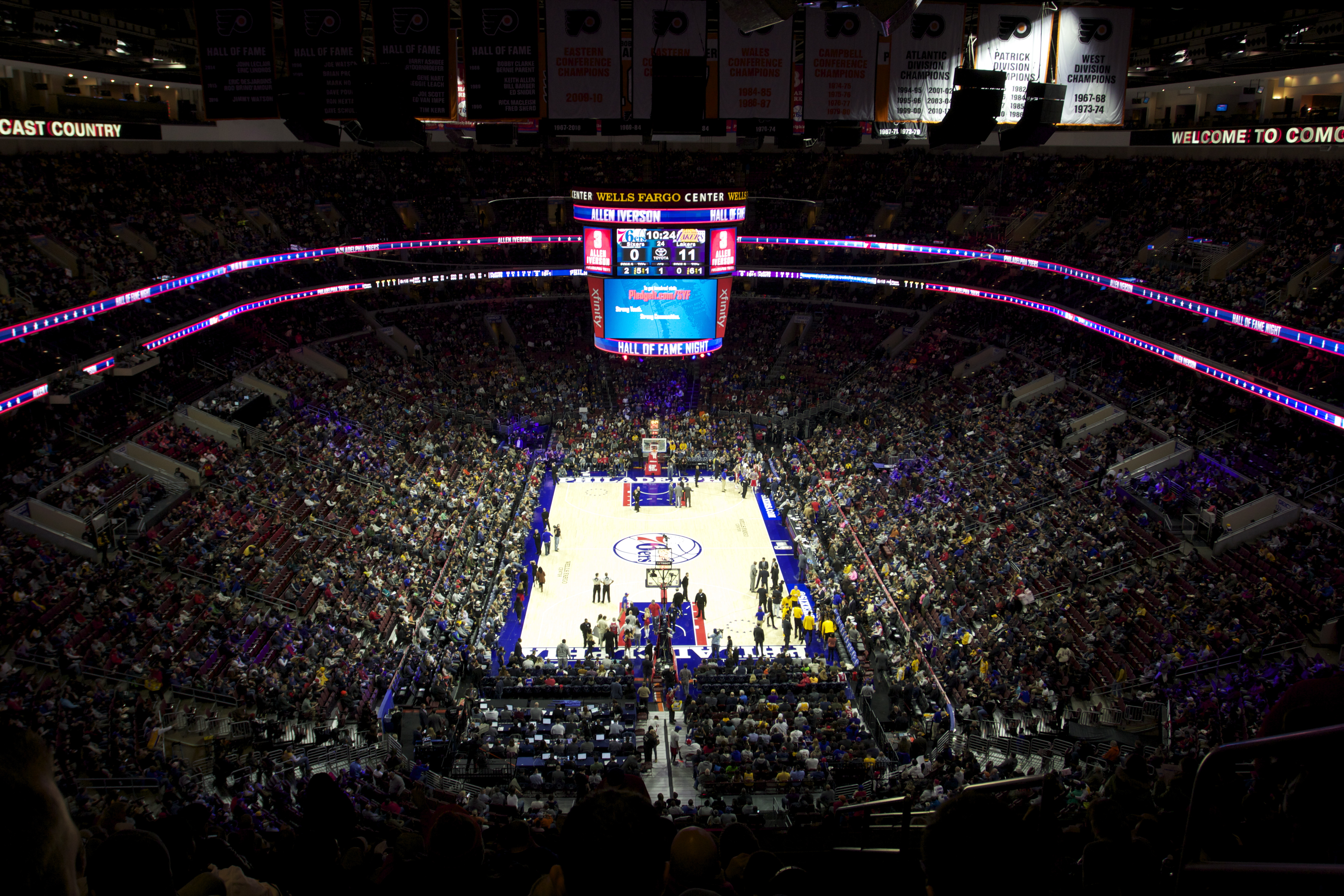
Interior del pabellón.

En 2003 First Union se unió con Wachovia Bank, que es la entidad que da nombre al actual pabellón.
Debido al lockout de la NHL en la 2004-05, los Philadelphia Phantoms equipo afiliado a los Flyers de la NHL, tuvieron que jugar sus partidos en el Wachovia Center ya que el hielo de su pabellón, el Wachovia Spectrum, estaba inhabilitado.
Por esta vez, el cambio no se correspondió con un clásico nuevo patrocinador, ya que fue fruto de la absorción del banco Wachovia por otro de mayor tamaño, el Wells Fargo, fruto de la ola de fusiones y absorciones en el sistema bancario estadounidense tras el derrumbe de Lehman Brothers en octubre de 2008.
Por otra parte, resulta de interés resaltar, que a pesar de estar utilizando esta cancha desde hace tiempo, se quiso dar un último homenaje al vetusto Spectrum en un partido de temporada regular contra los Chicago Bulls en marzo de 2009.
El pabellón registró un récord de asistencia en un partido universitario en febrero de 2006 en un partido que enfrentó a Villanova y UConn.
Algunos de los grandes conciertos que ha organizado el Wachovia han sido el de Guns N' Roses el 6 de diciembre de 2002, Mariah Carey el 11 de agosto de 2006 con su gira The Adventures of Mimi Tour, la cantante estadounidense Christina Aguilera el 3 de abril de 2007. En lo que a WWE se refiere, el 10 de enero de 2006 Dave Batista tuvo que entregar su reinado de peso pesado debido a una lesión.
El 1 de agosto de 2006, Comcast-Spectacor anunció que instalaría un nuevo videomarcador central, reemplazando el antiguo de Daktronics.

## Eventos
- Mundial de Hockey, 1996.
- WWF In Your House 10: Mind Games, 1996.
- NHL Stanley Cup Finales, 1997.
- Campeonato NLL, 1998.
- AHL All-Star Classic, 1999.
- WWF WrestleMania XV.
- Final Four NCAA Femenina, 2000.
- WWF Unforgiven 2000.
- Republican National Convention, 2000.
- Torneo NCAA, East Regional, 2001.
- Finales de la NBA de 2001.
- All-Star Game de la NBA 2002.
- X Games, 2002.
- X Games, 2003.
- WWE Royal Rumble 2004.
- The West Wing, 2004-05.
- AHL Calder Cup Finales, 2005.
- Torneo NCAA, 1ª y 2ª ronda, 2006.
- WWE Survivor Series 2006.
- WWE Night of Champions 2009.
- UFC 133, 2011.
- WWE Royal Rumble 2015.
- WWE Royal Rumble 2018.
- UFC on ESPN: Barboza vs. Gaethje, 2019.